# Харинакунда
Харинакунда (бенг. হরিণাকুন্ড, англ. Harinakunda) — город на западе Бангладеш, административный центр одноимённого подокруга. Площадь города равна 19,97 км². По данным переписи 2001 года, в городе проживало 17 533 человека, из которых мужчины составляли 51,06 %, женщины — соответственно 48,94 %. Плотность населения равнялась 877 чел. на 1 км². Уровень грамотности населения составлял 23,9 % (при среднем по Бангладеш показателе 43,1 %).